# The Land of Oz
Pour plus de détails, voir Fiche technique et Distribution.
The Land of Oz est un film muet américain réalisé par Otis Turner et sorti en 1910.

## Fiche technique
- Titre : The Land of Oz
- Réalisation : Otis Turner
- Scénario : Otis Turner, d'après le roman de L. Frank Baum
- Producteur : William Selig,  L. Frank Baum
- Société de production : Selig Polyscope Company
- Pays d'origine :  États-Unis
- Format : Noir et blanc — 35 mm — 1,33:1
- Genre : Film de fantasy
- Dates de sortie : 
  -  États-Unis : 19 mai 1910

## Distribution
- Marcia Moore